# Оока, Сёхэй
Сёхэй Оока (яп. 大岡 昇平 О:ока Сё:хэй , 6 марта 1909 года — 25 декабря 1988 года) — японский писатель, литературный критик и переводчик французской литературы; принадлежал к т. н. второму послевоенному поколению писателей. Лауреат премий «Ёмиури» (1952) и Номы (1974).

## Биография
Родился в Токио в семье биржевого брокера и гейши — выходцев из префектуры Вакаяма. В 1932 году окончил отделение французской литературы филологического факультета Университета Киото. После окончания университета, проработав около года в известном политическом таблоиде «Народная газета» (яп. 国民新聞 Кокумин симбун), стал заниматься исследованием творчества Стендаля. В 1938 году был принят на работу переводчиком в одно из совместных японско-французских предприятий в Кобе. В свободное от работы время начал переводить Стендаля на японский язык. В 1944 году был призван в японскую императорскую армию и после минимальной боевой подготовки был отправлен на фронт на Филиппины. В январе следующего года сдался в плен армии США и был послан в лагерь военнопленных на остров Лейте.
Свою литературную карьеру Оока начал только после возвращения из плена в Японию. По рекомендации критика Хидэо Кобаяси он опубликовал описание пережитого им опыта в лагере военнопленных. Сочинение, названное «Записки военнопленного» (яп. 俘虜記 Фурёки), было издано в двух частях в 1948 и 1951 годах. Эта публикация принесла ему премию Ёкомицу и создала репутацию одного из наиболее видных послевоенных японских авторов. В 1950 году вышел в свет не связанный напрямую с военной тематикой психологический роман «Госпожа Мусасино» (яп. 武蔵野夫人 Мусасино фудзин). В 1952 году Оока написал своё наиболее известное сочинение, роман «Огни на равнине» (яп. 野火 Ноби), где, отталкиваясь от своего военного опыта, он от лица рядового Тамуры в сложной, граничащей с бессвязностью, форме рассказывает о дезертирстве рядового и его бесцельным скитаниям по филиппинским джунглям: опыт Тамуры — встреча с природой, смертью, голодом и каннибализмом. Роман был удостоен премии «Ёмиури» и экранизирован режиссёром Коном Итикавой.
С 1953 по 1954 годы Оока работал в Йельском университете по стипендии Фулбрайта. В 1958 году вышел роман «Тени цветов» (яп. 花影 Ханакагэ), где автор отошёл от центральной для своего творчества антивоенной тематики и обратился к теме морального разложения. Действие разворачивается в Гиндзе 1950-х годов, однако персонажи по-прежнему разрушаются борьбой за выживание и отчуждением.
В конце 1960-х Оока вернулся к событиям Тихоокеанской войны в документальном историческом романе «История сражения на Лейте» (яп. レイテ戦記 Рэйтэ сэнки) (1969). Во время работы над произведением, занявшим у писателя около трёх лет, им в попытке достоверного воспроизведения событий был переработан огромный массив информации, связанной с разгромом на Филиппинах японской императорской армии. Как и в большинстве других сочинений Ооки, в «Истории сражения на Лейте» военные события излагаются с точки зрения человека, вопреки его этических принципам вынужденного участвовать в насилии.
Наряду с переводами французской литературы и созданием художественных произведений, Оока посвятил себя написанию биографий Тюи Накахары и Таро Томинаги, японских поэтов начала XX века. Монография «Накахара Тюя» в 1974 году была удостоена премии Номы. Другим жанром, в котором Оокой созданы значительные произведения, стала документальная проза: в 1977 году он написал «Уголовное дело» (яп. 事件 Дзикэн), где на фоне социальной действительности Японии досконально рассмотрел судебный процесс по обвинению одного молодого человека в убийстве. Также писатель вёл активную педагогическую деятельность: долгое время он читал лекции по французской литературе в токийском Университете Мэйдзи.
Сёхэй Оока скончался 25 декабря 1988 года в возрасте 79 лет. В память о нём Кэндзабуро Оэ в 1989 году написал книгу «Мир Сёхэя Ооки» (яп. 大岡昇平の世界, ISBN 4-00-000243-0).

## Сочинения, опубликованные на русском языке
| Год  | Библиографическая информация |
| ---- | --- |
| 1972 | Оока С. Недопетая песня. Пер. с яп. З. Рахима // Японская новелла 1960-1970. — М.: Прогресс, 1972. — С. 238—264.                  |
| 1987 | Оока С. Уголовное дело: Пер. с яп. В.В. Батуренко под общ. ред. и со вступ. ст. Ф.М. Решетникова. — М.: Прогресс, 1987. — С. 424. |
| 1987 | Оока С. Засада. Пер. с яп. Г. Чхартишвили // Дорога к замку: современная японская новелла. — М.: Известия, 1987. — С. 203—218.    |
| 2006 | Оока С. Госпожа Мусасино. Пер. с яп. А. Сулейменовой. — М.: Азбука-классика, 2006. — С. 256. ISBN 5-352-01744-3                   |
| 2006 | Оока С. Огни на равнине. — М.: Центрполиграф, 2006. — С. 288. ISBN 978-5-9524-2634-4                                              |